# Marianne Bruns

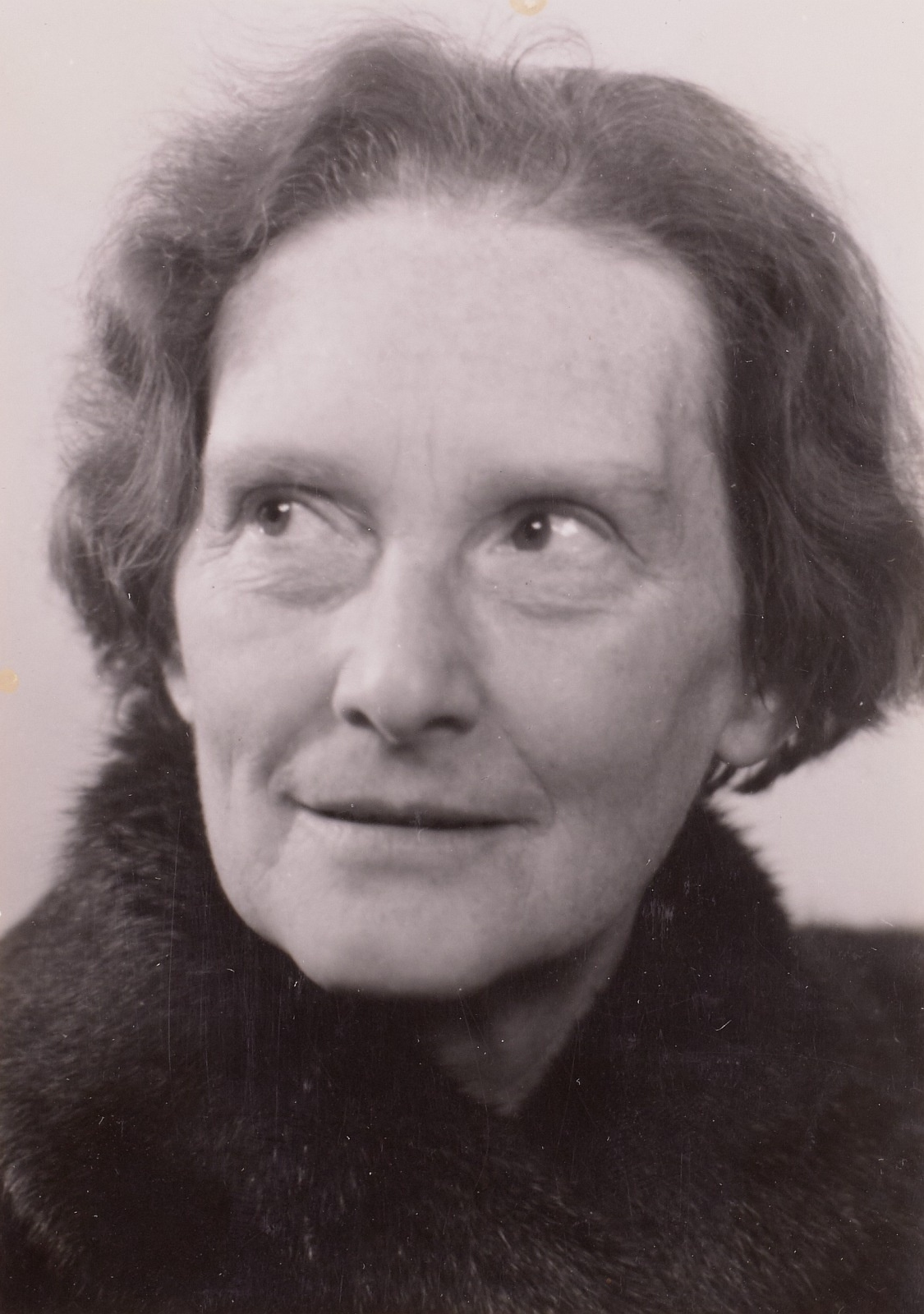
Marianne Bruns, Berlin 1956

Marianne Bruns (* 31. August 1897 in Leipzig; † 1. Januar 1994 in Dresden) war eine deutsche Schriftstellerin.

## Leben
Nach einem Gesangsstudium in Breslau leitete sie ab 1926 den elterlichen Wäschereibetrieb. Sie arbeitete an verschiedenen Zeitschriften mit, darunter ab 1923 an Der Kunstwart. Seit Anfang 1929 arbeitete sie regelmäßig beim Rundfunk (SFS Breslau und Mitteldeutscher Rundfunk), wo sie an verschiedenen Sendereihen, u. a. beim Frauen- und Kinderfunk, mitwirkte und im August 1930 aus ihren Dichtungen las. Dabei kooperierte sie auch mit Eva Schumann aus Dresden.
In der Zeit des Nationalsozialismus schrieb Bruns drei Kinderbücher und vier Romane. In der DDR-Presse wurde den Kinderbüchern nachgesagt, diese enthielten einen „Hauch von Humanismus“ in rohen Zeiten. Die vier Romane seien frei von „politische[r] Stellungnahme und klassenmäßige[r] Auseinandersetzung“, stattdessen tiefgreifend psychologisch. Mit den (zumeist) historischen Lebensschicksalen von Künstlerinnen habe sie den „Kreis bürgerlicher Intellektueller, dem sie selbst angehörte“, charakterisiert. Als Kind schon habe sie die Schattenseiten des Kapitalismus erlebt und ein Empfinden für das soziale Unrecht an Werktätigen, der sogenannten Arbeiterklasse, entwickelt. In den 1920er Jahren habe sie sich „von der Scheinharmonie des bürgerlichen Lebens“ getrennt und „Kontakt zu Kreisen der fortschrittlichen bürgerlichen Intelligenz“ geknüpft. In ihrem literarischen Schaffen bis 1945 hätten sich die gewonnenen Erkenntnisse allenfalls als unpolitischer antibürgerlicher Protest niedergeschlagen. Erst unter dem Eindruck des Kriegsgeschehens und danach der Chance auf ein neues Deutschland überwand sie – nach DDR-Lesart – den Rest ihrer Bürgerlichkeit und trennte sich vom „konventionellen bürgerlichen Unterhaltungsroman“ und widmete sich „in ihren Werken brennende[n] Gegenwartsfragen“. Sie studierte den Marxismus-Leninismus, wurde Mitglied in der SED und nahm am politischen Leben aktiv teil.
Ihr Porträt, eines der schönsten Bilder von Karl Hanusch, ist bei der Zerstörung Dresdens verbrannt. Nach Kriegsende kam sie als freie Schriftstellerin nach Freital-Niederhäslich. Dort teilte sie mit Wolfgang und Eva Schumann die Unterkunft von Hanusch im Poisental. Viele ihrer Romane thematisierten aktuelle Themen in der DDR, darunter besonders die Stellung der Frau in der Gesellschaft. Sie erhielt 1961 die Fritz-Heckert-Medaille, den FDGB-Literaturpreis, (für die Novelle Das ist Diebstahl), 1969 den Martin-Andersen-Nexö-Kunstpreis sowie später die Johannes-R.-Becher-Medaille. 1987 erhielt sie die Ehrenspange zum Vaterländischen Verdienstorden in Gold.
Sie liegt auf dem Friedhof im Freitaler Stadtteil Deuben begraben.
In Dresden und in Freital erinnern eine Marianne-Bruns-Straße an sie. Zudem ist sie Ehrenbürgerin Freitals. Auf Beschluss des Leipziger Stadtrates erhielt 2011 eine neue Straße im Ortsteil Probstheida den Namen Brunsweg.

## Künstlerische Einordnung
Werner Neubert beschrieb im Neuen Deutschland, was die Leser an Bruns’ Werken fasziniert: „Es ist die literarische Intonation der menschlichen Würde, der klaren Konsequenz in den Dingen des Lebens, die Unwandelbarkeit des kämpferischen humanistischen Standpunkts.“ Ihre „thematischen Vorlieben“ seien „Wirklichkeitsstoffe, in denen es um das Zu-sich-Kommen der Frau“ als Teil der sozialistischen Gesellschaft gehe.

## Werke
- Seliger Kreislauf. G. D. W. Calwey, München 1925, DNB 578976811 (Gedichte).
- Jean Paul. Ausgewählte Werke (als Herausgeberin, 1925)
- Und dennoch leben wir … (Hörspiel, Uraufführung 1925)
- Zweimal Othello (Hörspiel, Uraufführung 1925)
- Reise durch Schweden. Georg D. W. Callwey, München 1926, DNB 57897682X.
- Telemachos. Georg D. W. Callwey, München 1927, DNB 578976838 (Novelle).
- Luz, du hast die Gans gestohlen (Hörspiel, Uraufführung 1932)
- Jau und Trine laden ein. Williams, Berlin-Grunewald 1933, DNB 572551886 (Kinderbuch).
- Die Schwedin und die drei Indianer. Ein Roman für Kinder. Williams, Berlin 1934, DNB 572551959 (Kinderbuch, 1934).
- Willi und Kamilla. Zwei Kinder wachsen heran. Williams, Berlin 1935, DNB 572552084 (Kinderbuch).
- Die Dioskuren in Olympia (Roman, 1936). Neu unter dem Titel Die Auserwählten. Roman aus Alt-Griechenland. Verlag Gerh. Stalling,	Oldenburg/Berlin 1937, DNB 572551819.
- Das rechtschaffene Herz. Williams, Potsdam 1939, DNB 572551851 (Roman).
- Über meinen grünen Garten fliegen die Schwalben. Williams, Potsdam 1940, DNB 572552033 (Roman).
- Die Tochter der Parze. Dressler, Berlin 1943, DNB 572551967 (Roman).
- Flugsamen. Dressler, Berlin 1948, DNB 450658260 (Roman).
- Wiegand der Feuerträger. Mitteldeutsche Druckerei u. Verlags Anstalt, Halle an der Saale 1949, DNB 572552076 (Novelle).
- Tobbys Buch. Eine Theatergeschichte. Mitteldeutsche Druckerei u. Verlags Anstalt, Halle an der Saale 1949, DNB 572551827 (Erzählung für Kinder).
- Das verschwundene Messer (Laienspiel für Kinder, 1949)
- Fahrrad und Stiefmutter (Hörspiel, 1950)
- Geht Christel Peters zur Bühne? Mitteldeutscher Verlag, Halle an der Saale 1950, DNB 450658279 (Jugendroman).
- Uns hebt die Flut. Mitteldeutscher Verlag, Halle an der Saale 1952, DNB 450658422 (Roman über den Beginn der Frauenbewegung).
- Glück fällt nicht vom Himmel. Mitteldeutscher Verlag, Halle an der Saale 1954/1961, DNB 450658287 (Roman).
- Darüber wächst kein Gras. Mitteldeutscher Verlag, Halle an der Saale 1956/1962, DNB 450658147 (Roman).
- Bauer und Richter (Roman, 1956)
- (als Hrsg.): Deutsche Stimmen 1956. Neue Prosa und Lyrik aus Ost und West. Kreuz-Verlag, Stuttgart / Mitteldeutscher Verlag, Halle an der Saale 1956, DNB 454893272.
- Frau Doktor privat. Mitteldeutscher Verlag, Halle an der Saale 1957, DNB 450658236 (Roman).
- Der Junge mit den beiden Namen. Kinderbuchverlag, Berlin 1958, DNB 450658341 (Jugendroman).
- Die Silbergrube. Kinderbuchverlag, Berlin 1959, Neuauflage 1971, DNB 450658414 (Jugendroman).
- Das ist Diebstahl. Mitteldeutscher Verlag, Halle an der Saale 1960, DNB 450658198 (Novelle).
- Briefe aus Zittau. Verlag Tribüne, Berlin 1960, DNB 450658139.
- Schuldig befunden. Mitteldeutscher Verlag, Halle an der Saale 1961, DNB 450658384 (Erzählung).
- Zwischen Pflicht und Kür. Roman einer Eisläuferin. Kinderbuchverlag, Berlin 1962, DNB 450658376.
- Hausfrauenbrigade. Eine Szene. Demokratischer Frauenbund Deutschlands, Berlin 1962, DNB 572551843.
- Verständnis für die Neunte. Mitteldeutscher Verlag, Halle an der Saale 1962, DNB 450658473 (Roman).
- Die Lichtung. Erzählungen aus 9 Jahrhunderten. Mitteldeutscher Verlag, Halle an der Saale 1956, Neuauflage 1980, DNB 572551916.
- Ungelogen – so war’s (Hörspiel, 1964)
- Der neunte Sohn des Veit Stoß. Henschel, Berlin 1967, DNB 456211268 (Roman).
- Großaufnahme leicht retuschiert. Mitteldeutscher Verlag, Halle an der Saale 1973, DNB 740502220 (Roman).
- Die Spur des namenlosen Malers. Henschelverlag, Berlin 1975, DNB 750296151 (historischer Roman zu Jerg Ratgeb).
- Zeichen ohne Wunder. Mitteldeutscher Verlag, Halle/Leipzig 1977, DNB 780308816 (Roman).
- Der grüne Zweig. Mitteldeutscher Verlag, Halle/Leipzig 1979, DNB 800204379 (Kurzroman).
- Szenenwechsel. Mitteldeutscher Verlag, Halle/Leipzig 1982, DNB 820964611.
- O Ninive! Die Geschichte des Propheten Jona. Union-Verlag, Berlin 1984, DNB 840809166.
- Luftschaukel. Mitteldeutscher Verlag, Halle/Leipzig 1985, DNB 860028577.
- Wiedersehen. Mitteldeutscher Verlag, Halle/Leipzig 1987, ISBN 3-354-00278-6.
- Nahe Ferne. Union-Verlag, Berlin 1989, ISBN 3-372-00273-3.